# East Lake
East Lake è un census-designated place (CDP) degli Stati Uniti d'America, situato nello Stato della Florida, nella contea di Pinellas.